# 프로바이노그나투스류
프로바이노그나투스류는 진키노돈트하목에 속하는 키노돈트 분류군이다. 프로바이노그나투스류가 처음 등장했을 때 육식성 또는 식충성이 대부분이었으나 공룡과의 경쟁과 카르니아절 우기 사건으로 인해 초식성인 종들도 등장했다. 프로바이노그나투스류는 트라이아스기 노리아절까지는 크게 번성하지 않았었다.

## 같이 보기
- 포유류의 진화